# Pilastro

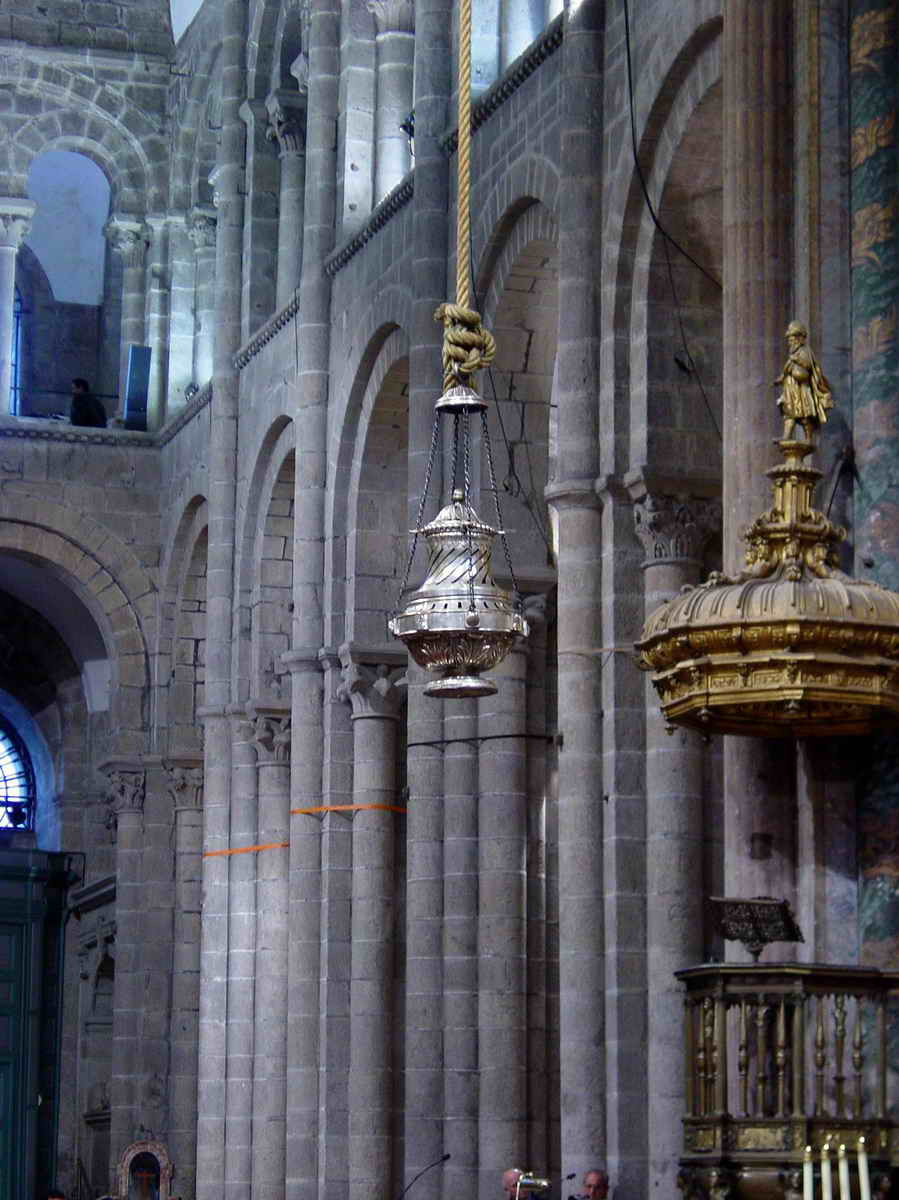
Pilastri con semicolonne addossate, Cattedrale di Santiago de Compostela, Galizia, Spagna

Il pilastro è un piedritto, ovvero un elemento architettonico verticale portante, che trasferisce i carichi della sovrastruttura alle strutture sottostanti preposte a riceverlo. Anticamente il pilastro fu usato come richiamo alle pietre monolitiche che venivano erette nell'architettura primitiva, al contrario della colonna che riproduceva i tronchi d'albero, quindi l'architettura lignea. Teoricamente la colonna è un caso particolare di pilastro a base tonda (circolare, ovale, ellittica...) anche se nella storia dell'architettura l'uso dell'una o dell'altro è sempre stato ben distinto e con risultati molto diversi.
Sinonimo di pilastro è pilone, anche se per questo si intende generalmente un elemento di dimensioni e mole maggiori, ad esempio nel caso degli elementi verticali che sorreggono l'impalcato di un viadotto stradale (da non confondere tuttavia con l'omonima struttura architettonica dei templi dell'Antico Egitto). Altro termine equivalente a pilone è pila.

## Descrizione
La particolarità del pilastro è data dalla forma che si immagina verticale (ottenuta cioè da una base che si sviluppa ortogonalmente al piano che la contiene); tale base piana può essere quadrata, rettangolare, poligonale o più complessa (polilobata, a fascio, ecc.), ma mai tonda: in quel caso si parla di colonna. Anche dal punto di vista statico c'è differenza tra l'elemento colonna e pilastro: il primo ha un comportamento a puntone, per cui è soggetto a compressione (o deboli pressoflessioni causate da eccentricità del carico), mentre il secondo, che è collegato con incastri elastici alla struttura, è soggetto normalmente a pressoflessione.
La sezione trasversale può essere costante in forma e dimensione, oppure variare in forma e/o dimensione: si parla allora di pilastro rastremato.
Nell'architettura tradizionale il pilastro a base circolare è la colonna; nell'architettura moderna si può invece parlare di pilastri a base circolare in tutti quei casi di strutture che per dimensione, tipologia o disegno non siano assimilabili a colonne.

### Funzione
È un elemento strutturale verticale, che può sostenere un architrave, un arco oppure una trabeazione.
Un gruppo di quattro pilastri collegati da archi può ancora sostenere una volta a crociera, costituendo in questo caso una campata.
In edilizia quattro pilastri possono sostenere ad esempio due travi parallele, le quali a loro volta sostengono un solaio, con orditura ad esse perpendicolare.
Particolari pilastri, in genere svasati verso l'alto, detti "a fungo", possono sostenere direttamente un solaio bidirezionale in cemento armato.

### Sollecitazioni
Il pilastro è soggetto fondamentalmente a sollecitazioni di sforzo normale e di momento flettente o più in generale pressoflessione semplice o deviata.
Le verifiche strutturali più importanti per un pilastro sono la resistenza alla compressione e la verifica a instabilità a carico di punta. In zona sismica è altrettanto importante effettuare anche un controllo degli spostamenti.
Le normative di calcolo di riferimento sono l'Eurocodice o in alternativa un Decreto Ministeriale che risale al 1996, con successive modifiche e integrazioni. I criteri di calcolo si basano attualmente sul metodo degli stati limite.

### Tecnologia
Un pilastro in calcestruzzo armato è realizzato a partire dalle fondazioni, con barre d'acciaio longitudinali disposte a circa 3 centimetri sotto la superficie esterna che ne garantiscano la continuità strutturale. Le staffe sono invece armature metalliche trasversali che circondano le barre facendo così aumentare il confinamento e la resistenza a taglio del pilastro.
Il getto di calcestruzzo di un pilastro avviene all'interno di un cassero in legno, in metallo o anche in altri materiali.

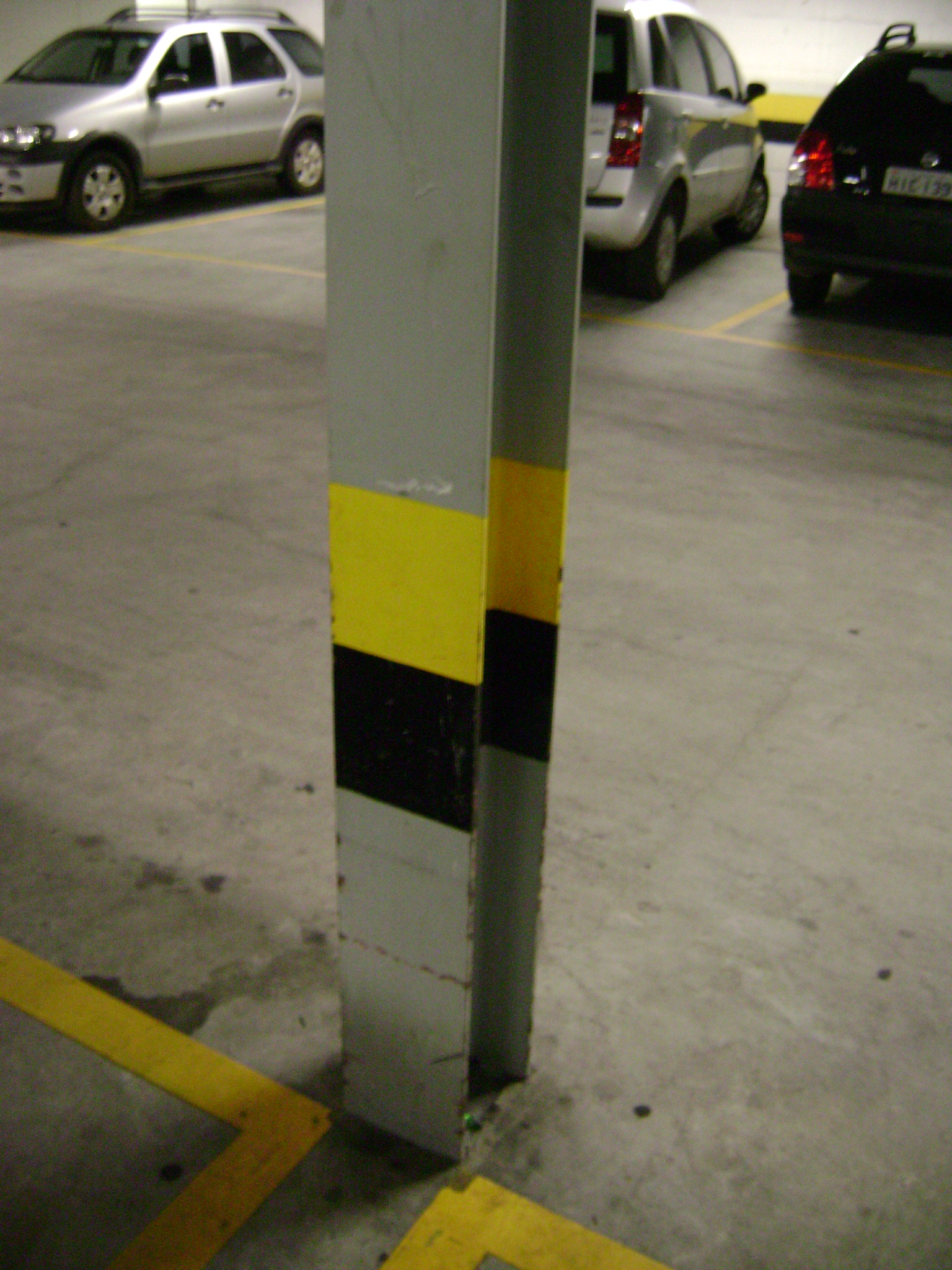
Pilastro in acciaio

Un pilastro in acciaio è in genere un profilato prodotto in stabilimento, trasportato in cantiere e montato mediante l'uso - un tempo - anche di chiodi, ora solo con bulloni o con saldature.